# Фридрих (Хесен-Филипстал-Бархфелд)
Вижте пояснителната страница за други личности с името Фридрих.
Фридрих фон Хесен-Филипстал-Бархфелд (на немски: Friedrich von Hessen-Philippsthal-Barchfeld; * 13 февруари 1727 в Граве; † 13 ноември 1777 в Бархфелд) от Дом Хесен е ландграф на Хесен-Филипстал-Бархфелд (1761 – 1777).
Той е син на ландграф Вилхелм фон Хесен-Филипстал-Бархфелд (1692 – 1761) и съпругата му принцеса Шарлота Вилхелмина фон Анхалт-Бернбург-Шаумбург-Хойм (1704 – 1766), дъщеря на княз Лебрехт фон Анхалт-Бернбург-Хойм (1669 – 1727) и втората му съпруга Еберхардина Якоба Вилхелмина, фрайин фон Вееде, графиня фон Баленщет (1682 – 1724). Брат е на Адолф (1743 – 1803), ландграф на Хесен-Филипстал-Бархфелд.
Фридрих се жени на 15 януари 1772 г. в Грумбах за вилд-и рейнграфиня София Хенриета фон Салм-Грумбах (* 14 май 1740; † 20 февруари 1800 в Гелнхаузен), дъщеря на вилд-и рейнграф Карл Валрад Вилхелм фон Салм-Грумбах (1701 – 1763) и съпругата му Юлиана Франциска Леополдина фон Прьозинг и Лимпург (1709 – 1775). Бракът е бездетен.

Наследен е след смъртта му 1777 г. от по-малкия му брат Адолф (1743 – 1803).